# Esgaroth
Esgaroth vagy Tóváros (teljes nevén: Esgaroth a Hosszú-tavon) egy emberek által lakott város volt a Rhovanion-i Hosszú-tó északnyugati részén, J. R. R. Tolkien Középfölde-történeteiben. A teljesen fából épült és a tómederbe süllyesztett faoszlopokon álló város Erebortól és Suhatagtól délre, a Bakacsinerdőtől keletre, a Vas-domdoktól pedig nyugatra volt található. A város kimagasló jóléte nyilvánvalóan az észak-középföldi emberek, tündék és törpök közötti harmónikus kereskedelmének volt köszönhető. A város földrajzi elhelyezkedése miatt, a lakók mindennapi közlekedési eszköze a csónakok, illetve hajóik voltak.

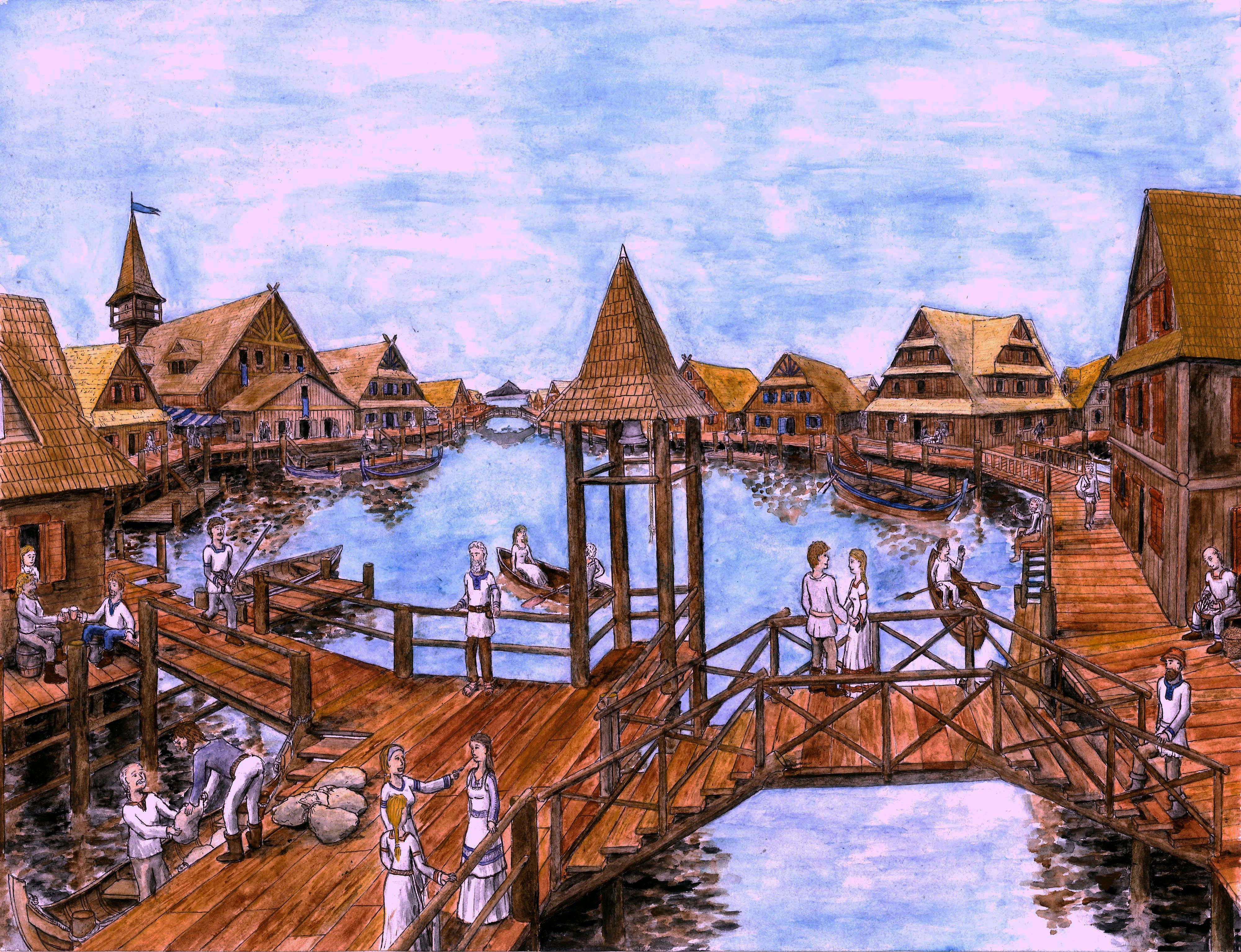
Esgaroth látképe

Tóváros az Erdei-folyó torkolatától valamivel északra feküdt, a Hosszú-tó nyugati öblében, melyet magas sziklák védtek a folyó, illetve a tó erős áramlataitól. A várost a tóparttal, hosszú fahíd kötötte össze, mely lehetőséget adott a szárazföldi kereskedőknek is becsatlakozni a város kereskedelmébe. A szárazföldi hídfőnél őrök álltak szolgálatban, akik felügyelték, hogy ki és miért szeretne belépni a városba. A híd város felőli végén városkapuk tornyosultak, melyek csak a papírok rendezését követően nyílottak ki a kereskedők előtt.[2] A híd vészhelyzet esetén leengedhető volt, ezzel pedig megtudták akadályozni, hogy az ellenség elérje a várost. Tóváros rendelkezett központi piactérrel, mely tulajdonképpen egy kerek öböl volt a központban, melyet a csónakok számára kialakított csatornák kötöttek össze a város külső részével. A szűk csatornákat fából készült rakpartok övezték, rajta lépcsőkkel, illetve létrákkal. Esgaroth legnagyobb és leggazdagabb emberei e piactér körül laktak, óriási házaikban. Köztük volt a város urának palotája, melynek nagy termeiben, hatalmas lakomákat tartott.

Esgaroth és térsége

A Harmadkor azon periódusában, amikor A hobbit-trilógia is játszódik, Esgaroth egy városállam. Államformáját tekintve pedig köztársaság, ahol nincsen király, mint államfő (valójában az egyetlen igazi köztársaság Középföldén). Az állam vezetője a Tóváros ura, akit az öregek és bölcsek közül választanak meg. Többek közt az utolsó tóvárosi úr kapzsiságának köszönheti a város pusztulását, emiatt Esgaroth városát sokan a kapitalizmus kritikájaként értelmezték. Egyedülálló módon Középfölde összes városa, települése és erődje közül, Esgaroth használta egyedül a vizet védekezésül, illetve a várost egyéb természetes akadályok is körbevették, mint például sziklák, illetve magas hegyek. Ezek segítették a várost a védekezésben és a lehetséges ostromoktól, ugyanakkor ezek az akadályok csupán lelassították és elterelték Tóváros legfőbb ellenségeit. A város rendelkezett saját hadiflottával, amit szükség esetén be tudtak vetni az ellenséggel szemben. 
A város sorsát Smaug pecsételte meg, aki porrá égette 2941-ben. A sárkány támadására senki nem készült fel, és nem is tudott hogyan védekezni ellene a lakosság. A város megsemmisült, de még az ostrom közben sikerült megölni a sárkányt, aki halála után a város romjaira zuhant. Az egykori gazdag kereskedőváros romjai szolgáltak Smaug nyughelyéül.

## Története

### Eredete
Nem teljesen ismert a város alapításának ideje, de az biztos, hogy a harmadkor tájékán kezdtek meg a lakók kereskedelmet folytatni Thranduil erdei birodalmának tündéivel, Erebor illetve a Vas-domb törpéivel, valamint Suhataggal és Dorwinional. Tóvárost az tavi emberek lakták, ugyanakkor néhányan az egykori Suhatagból elmenekülő túlélők leszármazottai voltak, mint például Bard az íjász, akinek őse Girion volt, Suhatag utolsó ura.
Az évek múlásával Smaug feledésbe merült, a gyerekek pedig még a létezését is kétségbe vonták. A Bakacsinerdővel folytatott kereskedelem során boros hordókat szállítottak lefelé Thranduil barlangjaiból a Celduin mentén Tóvárosba.

### Harmadkor
A várost meglátogatta Zsákos Bilbó és Tölgypajzsos Thorin kalandjuk során, hogy visszaszerezzék a Magányos-hegyet. 2941 őszén Thorin és a törpök megszöktek Thranduil birodalmából, Zsákos Bilbó segítségének köszönhetően. Thorin úgy döntött, hogy belépnek a Tóvárosba és beszélnek a város urával, hogy segítse missziójukat. Bard segítségével a törpök belépést nyertek Esgarothba, majd meleg fogadtatásban részesültek, ugyanis a városlakók alig várták, hogy a hegymélyi király végre visszavegye trónját. A törpöket és Bilbót vendégül látták, majd csónakokkal Suhatag romjaihoz küldték őket, hogy szembeszálljanak a sárkánnyal.
Néhány nappal később azonban Smaug megtámadta a várost, és tüzes lehelete felgyújtotta azt. Bard, aki közvetve értesült Smaug páncéljának gyengeségéről, megölte a sárkányt a Fekete nyíllal. A várost a sárkány elpusztította, holtteste pedig elsüllyedt a tóban. A város lakosságának közel negyede elhunyt a tragédiában. A túlélők csónakokkal menekültek ki a tópartra, ott vetettek tábort. A lakosság kiátkozta a közösségből a hatalmas aranyozott csónakjával a támadás során elmenekült tóvárosi urat, majd Bard-ot jelölték meg új vezetőnek. A város lakossága Bardot követtve telepedett le Suhatag romjai között.

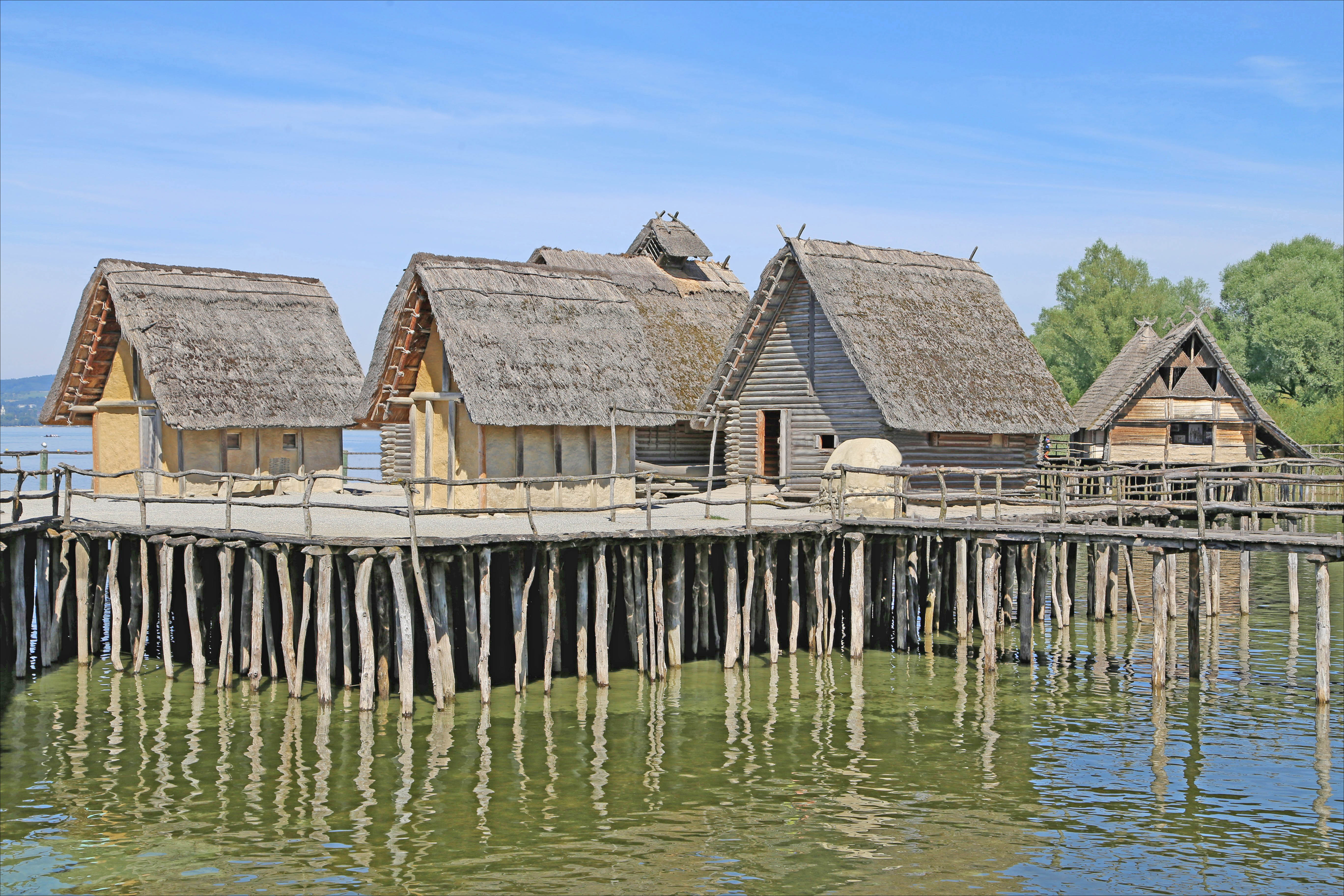
Újjáépített újkőkori cölöpházak a Bodensee-n

## Nyelv
A Tóváros emberei kereskedőként ismerték a Westron közös beszédet. Közöttük azonban egy ősi formát beszéltek, amely lazán rokon, de elkülönül a szintén ősi rohirrim nyelvtől. Tolkien az ó-skandinávot helyettesítette az esgarótiak nyelvével (személy-és helynevek stb.).

## Értelmezés
Esgaroth-ot Tolkien kritikájaként értelmezték a kapitalizmussal kapcsolatban, amely egy uralkodó elitosztályt képvisel, amely kizsákmányolja az alacsonyabb osztályú polgárokat. A tóváros emberi mestere, mint a törpe Tölgypajzsos Thorin, aki megszállottja lett a sárkány kincsének, (és maga Smaug is) mindhárman a "kapitalizmus mohó, pusztító oldalának" illusztrációinak tekinthetők. A Mester azonban meglehetősen csapdába esett a monoton életében, a bürokráciában, mivel ő a város legfőbb tőkése és fő politikusa. Másrészt Esgaroth nem hagyja el a kapitalizmust Smaug pusztulása után. Míg a város új jólétet tapasztal, a kereskedők "vezetői osztálya" ugyanúgy megmarad. Noha a rendkívül kapitalista várost rossz fényben ábrázolja, Tolkien sem támogatja a szocialista rendszert az újjáépített tóvárosban. Ehelyett a város helyzete a Hobbit végén "rendezett szabadságnak" nevezhető.